# Euphoria (videogioco)
Euphoria è una visual novel giapponese per adulti pubblicata per PC nel 2011 da Hobibox.
Ne è stato tratto un OAV omonimo di genere hentai, pubblicato in 6 episodi dal 2011 al 2016.
La visual novel è stata pubblicata in lingua inglese da MangaGamer il 27 novembre 2015.

## Trama
Keisuke Takatō, un alunno delle scuole superiori, si ritrova rinchiuso con cinque compagne di scuola e una professoressa in un edificio sconosciuto dove il gruppo viene costretto a un gioco mortale di pratiche BDSM per poter sbloccare le porte che conducono all'uscita.

## Doppiaggio
| Personaggio   | Voce originale   |
| ------------- | ---------------- |
| Kanae Hokari  | Himari           |
| Nemu Manaka   | Ringo Aoba       |
| Rinne Byakuya | Matsuri Sugihara |
| Natsuki Aoi   | Mei Misonō       |
| Rika Makiba   | Yukina Fujimori  |
| Miyako Andō   | Karin Azuma      |